# علاء الدين (اسم)
علاء الدين هو اسم عربي يعطى للذكور. وهو اسم علم مركب من «علاء» و «الدين» وقد يستخدم كإسم أو كلقب. اشتهر الاسم لارتباطه بشخصية علاء الدين في كتاب ألف ليلة وليلة.

## الأشخاص
- علاء الدين كيقباد الأول
- علاء الدين عطاء ملك الجويني
- حسن علاء الدين
- علاء الدين مبارك
- علاء الدين يحيى

### حكام
- علاء الدين تكش
- علاء الدين مسعود شاه بن ركن الدين
- كيقباد الأول
- كيقباد الثاني
- كيقباد الثالث
- علاء الدين الخلجي
- علاء الدين باشا

## لقب
- محمد علاء الدين

## شخصيات خيالية
- علاء الدين (حكاية)